# Kjøpsvik
Kjøpsvik este o localitate din comuna Tysfjord, provincia Nordland, Norvegia, cu o suprafață de 1 km² și o populație de 872 locuitori (2013).